# Anna Murray-Douglass
Pour les articles homonymes, voir Murray et Douglass.
Anna Murray-Douglass (1813 - 4 août 1882) est une abolitionniste américaine, membre du réseau dit du Chemin de fer clandestin, et la première épouse de Frederick Douglass. Elle est connue pour avoir rendu Douglass conscient de son potentiel, et l'avoir aidé dans son processus d'affranchissment. Elle est une figure éminente des Afro-Américains du XIXe siècle et pionnière du Mouvenement américain des droits civiques de 1838 à sa mort en 1882, même si son histoire a été quelque peu occultée par la notoriété de son mari.

## Jeunesse
Anna Murray est née à Denton, Maryland. Ses parents sont Bambarra et Mary Murray,,. Bien que l'on ait longtemps pensé qu'Anna Murray est la première de sa fratrie à naître libre, des sources primaires récemment découvertes révèlent que son  frère aîné, Philip, et sa sœur, Elizabeth, sont nés libres. Cela place l'émancipation de sa mère au cours de l'année 1810 ou avant. Les registres d'affranchissement du comté de Caroline, dans le Maryland, conservés dans les archives de l'État montrent qu'Anna, 17 ans, et trois de ses  frères et sœurs - Charlotte, 16 ans, Elizabeth, 19 ans et Philip Murray, 22 ans - ont demandé des «certificats de liberté» officiels au tribunal du comté le 29 mai 1832.  Les certificats leur permettent de voyager librement dans le Maryland, car la loi exige qu'ils fournissent la preuve qu'ils sont  libres pour ne pas courir le risque d'être réduits en esclavage. Il est probable qu'Anna, son frère et ses sœurs prévoyaient de déménager à Baltimore, où Anna rencontre Frederick Bailey [Douglass] et l'aide à s'échapper. Jeune femme pleine de ressources, elle s'impose comme blanchisseuse et femme de ménage et acquiert une sécurité financière. Pour son travail  de blanchisseuse  elle se rend sur les quais, où elle rencontre à nouveau Frederick Douglass, qui travaille alors dans le calfatage.

## Mariage
Le fait que Murray soit libre, fait prendre conscience à Douglass qu'il pourrait lui-même le devenir. Lorsqu'il décide d'échapper à l'esclavage en 1838, Murray l'encourage et l'aide en fournissant à Douglass des vêtements de marin auxquels sa blanchisserie lui donne accès. Elle lui donne aussi une partie de ses économies, et vend un de ses lits de plumes,. Par la suite Douglass se rend à Philadelphie puis à New York, et Murray le suit, apportant suffisamment de biens avec elle pour pouvoir fonder une maison. Ils se marient le 15 septembre 1838. Au début, ils prennent Johnson comme nom, mais après avoir déménagé à New Bedford, Massachusetts, ils adoptent Douglass comme nom de mariage.
Les Murray-Douglass ont cinq enfants au cours des dix premières années du mariage : Rosetta Douglass (en), Lewis Henry Douglass (en), Frederick Douglass Jr. (en), Charles Remond Douglass (en) et Annie Douglass (décédée à l'âge de 10 ans). Elle contribue aux finances de la famille, travaillant comme blanchisseuse et apprenant à fabriquer des chaussures, car les revenus de Douglass tirés de ses discours sont sporadiques, et la famille rencontre des difficultés financières. Elle joue un rôle actif dans la Boston Female Anti-Slavery Society (en) et convainc son mari de former leurs fils à la composition de son journal abolitionniste, The North Star,. La famille déménage ensuite à Rochester, New York, où elle établit un quartier général pour le Chemin de fer clandestin, fournissant de la nourriture, du couvert et du linge propre aux esclaves fugitifs en route pour le Canada.
Murray est peu citée dans les trois autobiographies de Douglass. Henry Louis Gates écrit que « Douglass avait fait de son histoire une sorte de diorama politique dans lequel elle n'avait aucun rôle ». Les longues absences de Frederick Douglass de la  maison et son sentiment qu'en tant que femme relativement peu instruite, elle ne cadre pas avec les cercles sociaux dans lesquels Douglass évolue, conduisent à un certain éloignement entre eux qui contraste nettement avec leur proximité initiale. Blessée par les liaisons de son mari avec d'autres femmes, elle reste néanmoins fidèle au rôle public de Douglass ; sa fille Rosetta rappelle à ceux qui admiraient son père que « c'était une histoire rendue possible par la loyauté sans faille d'Anna Murray ».

## Dernières années
Après la mort de sa plus jeune fille Annie en 1860 à l'âge de 10 ans, Murray a de fréquents problèmes de santé. En août 1874, elle rend visite à la famille de Gibson Valentine, résidant dans l'extrême nord-est du Maryland. Après son séjour de deux ou trois jours, elle retourne à la gare d'Elkton pour prendre un train. Là, selon le journal Cecil Whig, le fait qu'elle soit à la gare provoque « Il s'est manifestée une grande curiosité pour la voir ».
Elle décède des suites d'un accident vasculaire cérébral en 1882 chez elle à Washington DC,. Elle est initialement enterrée au Graceland Cemetery (Washington, D.C.) (en), mais le cimetière ferme en 1894 et le 22 février 1895, sa sépulture est déplacée au Mount Hope Cemetery (Rochester) (en) à New York,. Frederick Douglass est enterré à côté d'elle après sa mort le 20 février 1895.